# Patryk Stosz
Patryk Stosz, né le 15 juillet 1994 à Kluczbork, est un coureur cycliste polonais, membre de l'équipe Voster ATS.

## Biographie
Il rejoint l'équipe CCC Sprandi Polkowice pour la saison 2015.
Fin juillet 2019, il est sélectionné pour représenter son pays aux championnats d'Europe de cyclisme sur route. Il s'adjuge à cette occasion la quarantième place de la course en ligne.
En 2020, il est sélectionné pour représenter son pays aux championnats d'Europe de cyclisme sur route organisés à Plouay dans le Morbihan. Il se classe dix-neuvième de la course en ligne.

## Palmarès sur route

### Par années
- 2015
  - 2e du championnat de Pologne du contre-la-montre espoirs
- 2016
  -  Champion de Pologne du contre-la-montre espoirs
- 2018
  - 2e du Visegrad 4 Bicycle Race - GP Hungary
- 2019
  - Korona Kocich Gór
  - 1re étape du Tour d'Almaty
  - 2e de la Course de Solidarność et des champions olympiques
  - 3e du Grand Prix Alanya
- 2020
  - Tour de Bulgarie : 
    - Classement général
    - 2e étape
- 2021
  - 2e étape de Belgrade-Banja Luka
  - 2e étape du Tour of Malopolska
  - 1re étape de la Course de Solidarność et des champions olympiques
  - 1re étape du CCC Tour-Grody Piastowskie
  - 2e et 5e étapes du Tour de Roumanie
  - 4e étape du Circuit des Ardennes international
  - 3e de Belgrade-Banja Luka
  - 3e du Puchar MON
- 2022
  - GP Gorenjska
  - 2e étape du Tour of Malopolska
  - 5e étape de la Course de Solidarność et des champions olympiques
  - 3e étape (a) du Tour de Bulgarie
  - 2e du Grand Prix Nasielsk-Serock
- 2023
  - Poreč Trophy
  - 4e étape du Tour de Bulgarie
  - 2e d'In the footsteps of the Romans
- 2024
  - 1re étape du Tour de Maurice
  - Classique de l'Île Maurice
  - 1re étape de la Course de Solidarność et des champions olympiques
  - 2e du GP Brda-Collio
  - 2e de la Course de Solidarność et des champions olympiques
  - 3e du championnat de Pologne sur route
- 2025
  - 2e étape du Tour of Malopolska
  - 2e de la Poreč Classic

### Classements mondiaux
| Année                                 | 2013  | 2014 | 2015  | 2016 | 2017  | 2018 | 2019 | 2020 | 2021 | 2022 | 2023 | 2024 |
| ------------------------------------- | ----- | ---- | ----- | ---- | ----- | ---- | ---- | ---- | ---- | ---- | ---- | ---- |
| Classement mondial                    |       |      |       | nc   | 1171e | 993e | 423e | 444e | 268e | 344e | 659e | 408e |
| UCI Europe Tour                       | 1132e | nc   | 1173e | nc   | 773e  | 644e | 336e | 364e | 228e | 274e | 488e | 327e |
|                                       |       |      |       |      |       |      |      |      |      |      |      |      |
| Légende : nc = non classéSource : UCI |       |      |       |      |       |      |      |      |      |      |      |      |

## Palmarès en cyclo-cross
- 2012-2013
  - 2e du championnat de Pologne de cyclo-cross espoirs
- 2013-2014
  -  Champion de Pologne de cyclo-cross espoirs
- 2020-2021
  - 2e du championnat de Pologne de cyclo-cross
- 2021-2022
  - 2e du championnat de Pologne de cyclo-cross